# ネグリ小体

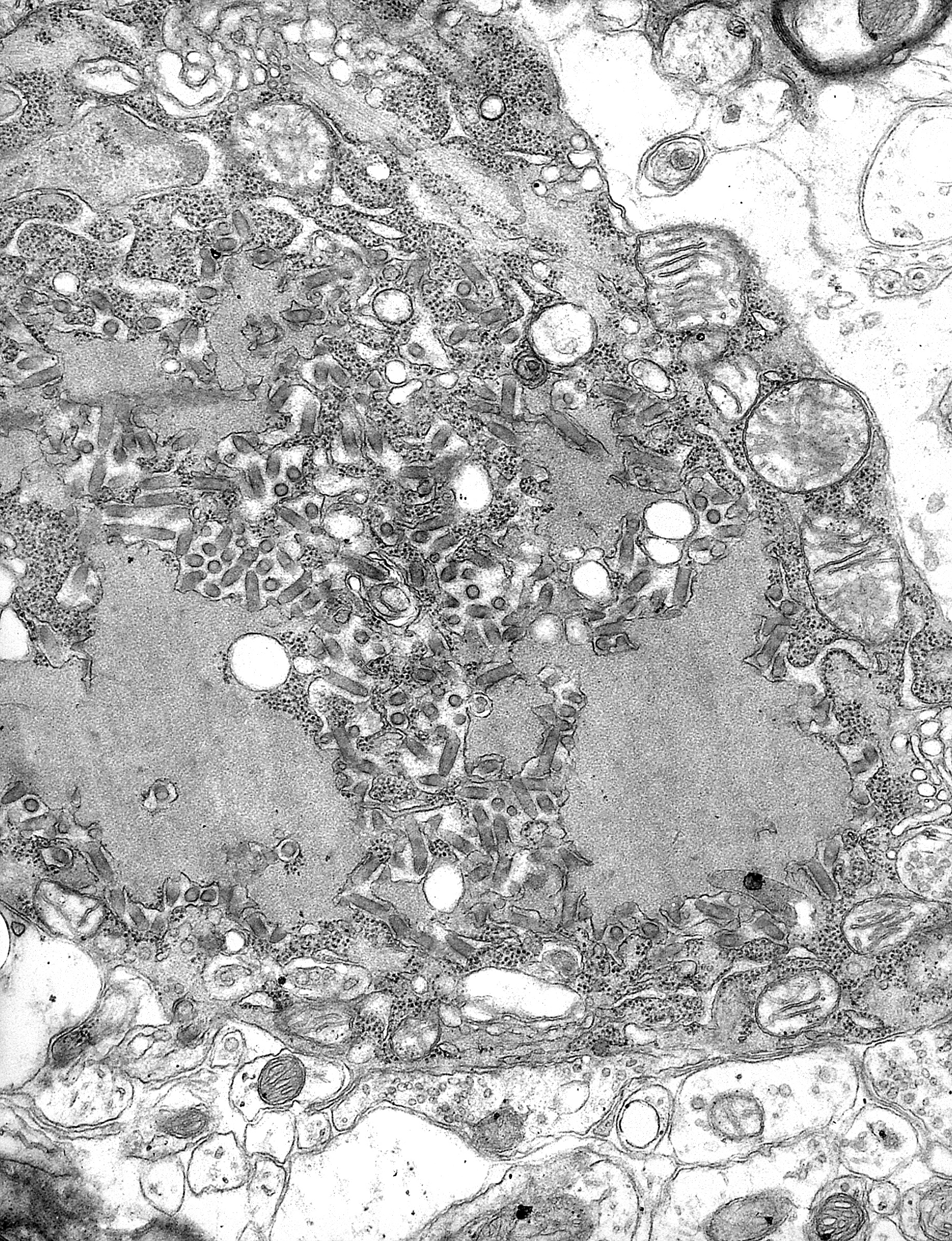
狂犬病の特徴病変であるネグリ小体の透過型電子顕微鏡画像。淡灰色の均一な構造がネグリ小体で、周囲に多数見られる棍棒型の粒子が狂犬病ウイルスのビリオンである

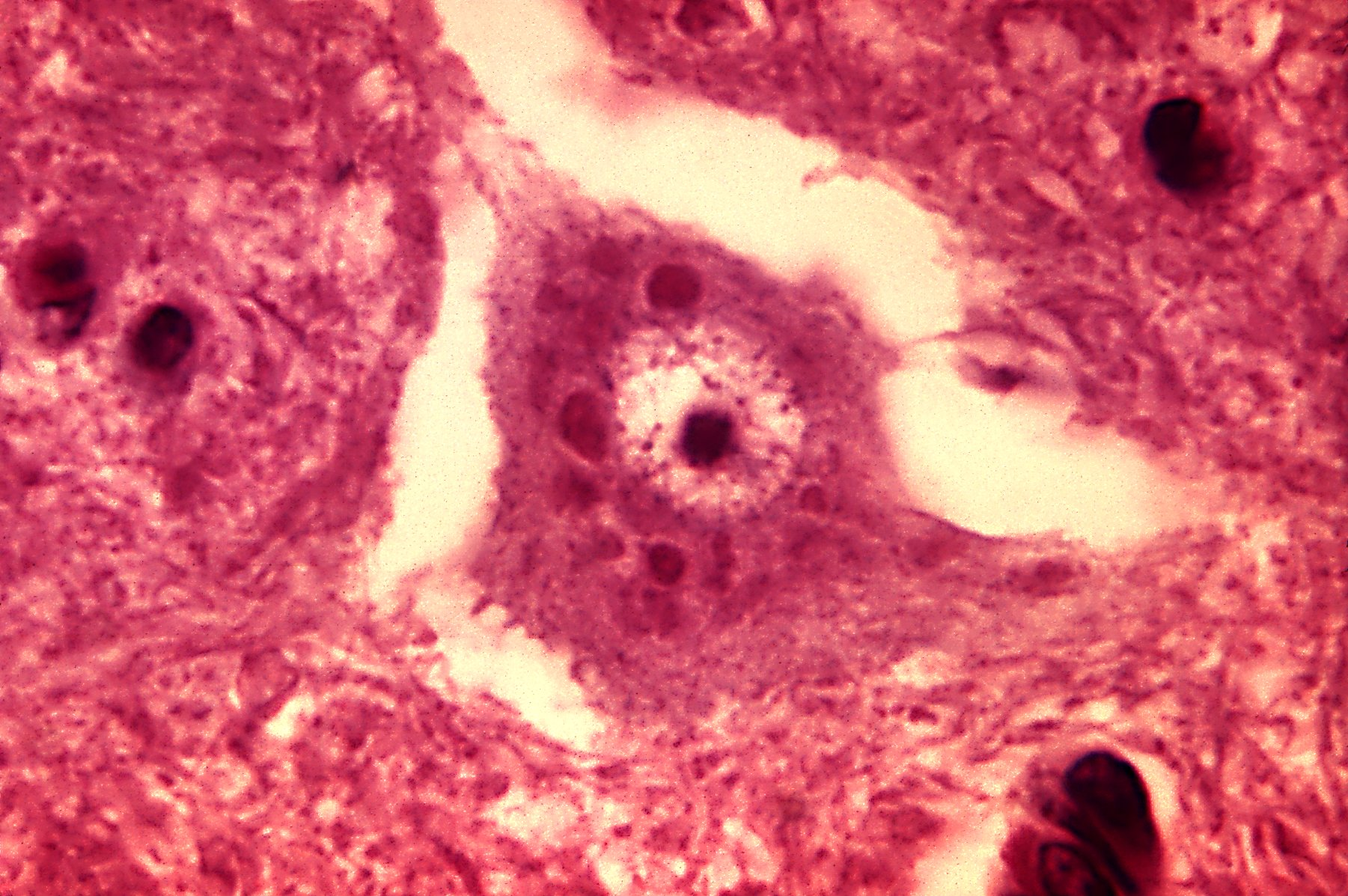
ネグリ小体が形成された神経細胞のHE染色像。中央の明るい円形部分は神経細胞の核で、周囲の細胞質に好酸性（赤色）のネグリ小体が散在している

ネグリ小体（ねぐりしょうたい、英:Negri body）とは狂犬病ウイルスに感染した神経細胞の細胞質に認められる、明瞭な外観を有する特徴的な封入体である。

## 歴史
ネグリ小体は、イタリアの病理学者であるアデルキ・ネグリによって発見された。パヴィア大学で後にノーベル生理学・医学賞受賞者となるカミッロ・ゴルジに師事していたネグリは、ゴルジの勧めで狂犬病における脳病変の検索に従事し、1903年に狂犬病ウイルスに感染した神経細胞内に特徴的な封入体が存在することを報告した。研究者らによる議論を経た後、ネグリ小体は狂犬病の重要な診断要素として認識されることとなった。一方、ネグリ小体がどんな物質で構成され、狂犬病ウイルスとどのような関係を持っているのかという問題については、後の電子顕微鏡の登場を待たねばならなかった。ネグリ小体は狂犬病ウイルスの野生株（街上毒）による感染では多く見られるが、継代により弱毒化したウイルス株（固定毒）ではほとんど形成されなくなるなど、ネグリ小体の存在意義については今なお未解明の点が残されている。

## 特徴
ネグリ小体は狂犬病に罹患したヒトや動物の神経細胞に形成される細胞質内封入体である。概ね円形で、直径は2-10 μm。脳と脊髄全域の神経細胞に発生し得るが、好発部位は動物種によって異なり、ヒトやイヌでは海馬アンモン角の錐体細胞に多く認められる一方、ウシでは小脳のプルキンエ細胞に多い。ウイルス粒子の構成成分であるヌクレオカプシドの集合から成り、電子顕微鏡で観察すると、ネグリ小体の周辺から狂犬病ウイルス粒子の出芽（budding）像が認められる。

## 狂犬病診断における意義
類似の封入体が認められる疾患が他になく、狂犬病に特徴的な病変とされるため診断的価値は高い。ただし、狂犬病患者（患畜）の全例に形成されるわけではなく、病理学的検査においてネグリ小体が認められないからといって直ちに狂犬病を否定はできない。ヒトの場合、狂犬病発症から4－5日以上経過した症例ではネグリ小体の形成頻度が高い一方、発症から2日以内に死亡した例ではほとんど形成が見られない。
1950～60年代にかけて免疫蛍光染色による特異的で迅速な診断法が開発され、鏡検技術の熟練度に影響されるネグリ小体検出の診断的意義は低下した。ネグリ小体が真に狂犬病限定の病変であるかについては異論もあり、近年では複数の検査法を組み合わせて確定診断を行うことが望ましいとされる。しかし、狂犬病が恒常的に発生している開発途上国や、蛍光抗体法あるいはRT-PCR法を利用できない地域・施設においては、依然として重要な診断基準となっている。